# 偽使
偽使（ぎし）とは他人の名前を騙った偽の使節のこと。室町時代から江戸時代初頭にかけて、日本から朝鮮へ大量の偽使が通交（外交・貿易を包括した概念）し、日朝貿易史において15世紀半ばから17世紀前半は偽使の時代と呼ばれている。本項ではこの日朝貿易に出現した偽使についての解説を行う。

## 概要
偽使とは他人の名義を名乗って通交を行う偽の使節のことである。15世紀から17世紀前半にかけて日本から朝鮮へ大量の偽使が通交するが、これらの大半は貿易を目的に派遣されたものであった。当時の日朝貿易は外交使節の往来に付随する形で行われていたが朝鮮王朝にとり貿易は財政的負担であったため、通交は受図書人と呼ばれる一部の者にしか認められず、受図書人にしても年間通交回数に制限が加えられていた。しかし日本側では室町期における経済的発展により貿易の拡大が期待されており、また対馬を領国としていた宗氏が対朝鮮貿易権を基盤とした領国支配を行ったことも貿易拡大を促進しようとするものであった。そのため日本側諸勢力は、他の通交権所有者の名を騙った偽使を派遣することで貿易の拡大を図った。
偽使達は架空国家の使節を名乗ったものから、朝鮮通交権を持つ他勢力から名義を借用したものまで、様々な形態をとって通交を行った。朝鮮王朝や室町幕府はこうした偽使の取り締まりを試みるがそれぞれ偽使に付け込まれる問題を抱えており、押さえ込むことは出来なかった。
偽使を派遣した主な勢力は宗氏と博多商人であった。朝鮮王朝建国期には倭寇的地侍や一介の舟大工のような雑多な者まで朝鮮へ通交していたが、15世紀初頭から半ばにかけて通交の寡占化が進められ、宗氏や大内氏のような一部の者（受図書人）を除いて通交は禁止されていった。そのため日朝貿易から締め出された博多商人は、宗氏や室町幕府の名を騙った偽使を派遣して貿易を行った。15世紀半ばになると朝鮮王朝は受図書人に対しても年間通交回数に制限を加えたため、日朝貿易を生命線としていた宗氏は王城大臣（室町幕府在京有力守護の朝鮮側の呼び名）や深処倭（対馬以外の日本人の朝鮮側の呼び名）の名義を騙った偽使を派遣して通交権の拡大を行なった。当初宗氏と博多商人の間に共闘関係はなく、博多商人の偽使通交はしばしば宗氏の妨害を受けていた。しかし、応仁・文明の乱に乗じて宗貞国が博多に出兵したことを期に、両者は提携し偽使通交体制を築き上げることになる。彼等は室町幕府を含む全日本勢力の朝鮮通交権を手中に収め、偽使通交をもって日朝貿易の独占を行なった。しかし文禄・慶長の役により日朝の国交が断絶するとこうした通交も途絶する。文禄・慶長の役後、宗氏は江戸幕府の名を騙った偽使を駆使して国交回復に漕ぎ着けるが、柳川一件により偽使通交や国書改竄が政治問題化した。日朝貿易の独占そのものは江戸幕府にも宗氏の既得権として認められ、19世紀後半対馬府中藩が解体されるまで続いたものの、偽使通交体制は解体され、通交は江戸幕府の強い影響下に置かれた。

## 定義と分類
偽使とは、簡単に言えば名義を騙り通交を行う偽の使節のことである。しかし日朝貿易に出現した偽使は様々な形態を取り、他人の名義を名乗った単純な偽使以外にも、本来の名義人から通交権を借り受けたもの、通交業務を請け負ったもの等、名義人の一定の関与が存在するものも含まれていた。そのため、偽使を単純に名義人とは別の第三者が派遣する使節と捉えると、偽使通交の実態を見誤る危険性がある。中世日朝貿易における通交形態を分類すると下記の9つの類型に区分されるが、このうち類型2〜5には名義人の関与が存在し明白な偽使とは言い切れないグレーゾーンにあたる。
不正通交
1. 真使
2. 真使便乗型 : 真使便乗型は、正規の名義人が派遣した使節に便乗して偽使勢力が通交を行うもの、あるいは国書改竄などを通して名義人の意図とは異なる交渉を行なわせる形態である。
3. 請負通交型 : 請負通交型は、第三者が正規の名義人から通交業務を請負い、通交を行う形態である。派遣主体は正規の名義人であるので完全な偽使とは言えないが、請負人による不正通交が混じりやすい形態である。
4. 名義借通交型 : 名義借通交型は、正規の名義人に使用料を支払って名義を借り、通交を行う形態である。通交の主体は偽使勢力にあるものの、名義人も一定の権利（名義料）を留保している。
5. 名義譲渡通交型 : 名義譲渡通交型は、正規の名義人から永久に名義の譲渡を受け通交する形態である。
6. 通交名義詐称型 : 通交名義詐称型は、正規の通交人の名義を騙って通交する形態。騒乱に忙殺あるいは没落し通交出来ないような勢力の名を騙り通交することが大半であった。既存の通交勢力の名義を騙ったもの以外に、それまで通交歴の無い勢力の名義を使用して新たな通交権を創出したものも含まれる。
7. 有力者名義詐称型 : 有力者名義詐称型は、6の通交名義詐称型と同種のものであるが、室町幕府や琉球王朝等、権威があり朝鮮王朝から尊重されていた通交勢力の名義を騙る形態。朝鮮王朝は通交勢力の格に応じて接待や交渉時の待遇などを変えていたため、有力者名義を詐称することにより有利な交渉・貿易を期待することが出来た。
8. 架空名義詐称型 : 架空名義詐称型は、実在しない架空の名義人を名乗って通交する形態。架空の名義であるからそれまで通交実績はなく、新たな通交権を創り出そうとするものである。
9. 架空国家詐称型 : 架空国家詐称型は、架空名義詐称型と類似のものであるが、国家の名義を名乗る形態。7の有力者名義詐称型と同じく、有利な貿易・交渉を期待するものであった。

上記の偽使の類型のうち、類型6〜9は純粋な偽使であるが、2〜5については正規の名義人の一定の関与が存在しグレーゾーンに属する。日朝関係史ではこうしたグレーゾーンの通交も偽使通交の類型として扱うことが通例であり、本項もそれに倣うものとする。

## 背景
明朝冊封体制下の東アジア海域では自由な貿易が禁止され、明朝から冊封を受けた国王使節の往来に付随する朝貢貿易しか認められていなかった。室町幕府3代将軍足利義満は、日明貿易の利権を目当てに通交を試みたが、先に通交していた「日本国王良懐」（懐良親王のこと）の敵（北朝のこと）の臣下とみなされ認められず、しばらくの間、懐良親王の名を騙って通交を行った。こうした事例に示されるように、当時の制限貿易の下で貿易に参入あるいは貿易の拡大を図る者にとり、他人の名義を騙った偽使による通交は一つの有効な手段であった。
中世日朝貿易においても通交は朝鮮王朝の認めた一部の者（受図書人）にしか許可されておらず、偽使の出現する下地は存在していた。加えて朝鮮王朝は財政的な理由から貿易の抑制を図っていたのに対し、日本側は経済・鉱業の発達あるいは朝鮮貿易権を基盤とした宗氏の領国支配体制などの影響により貿易の拡大を欲していた。また、偽使を取り締まる立場にあった室町幕府や朝鮮王朝も、室町幕府は宗氏等の西国守護・国人を取り締まる力はない、朝鮮王朝は日本国内情報に疎く通交名義人が実在するかどうかの判断すら付かない、など偽使勢力に付け込まれるような問題点を抱えており、偽使を押さえ込むことは出来なかった。

### 朝鮮側
朝鮮王朝は農本主義を国是として商業を抑制する志向を持ち、国内で産出することの無い物資の入手を除けば貿易それ自体を必要としていなかった。しかし14世紀末は前期倭寇が猛威を奮った時代であり、朝鮮王朝は倭寇沈静化の一策として倭寇禁圧に協力的な西国諸勢力あるいは倭寇自体に通交権を与え、平和的通交者へと懐柔していった。
こうして始まった日朝貿易は、通交使節による進上と回賜、公貿易、日朝双方の商人による私貿易の三つの形態が組み合わさったものであった。朝鮮王朝にとり公貿易は利益を産み出すためのものではなく、市価よりも日本側に有利な取引価格で交易を行なったことなどもあり、国庫に負担となっていた。朝鮮側の輸出品は主に綿布であったが、1475年における綿布の輸出量は2万7千匹であったのに対し、翌年には3万7千匹に急増し漢城の布貨が払底しそうになる。1488年には綿布の輸出量は夏の3ヶ月だけで10余万匹に達し、16世紀に入ると1回の通交で8万5千匹（1525年の日本国王使）、10万匹（1523年の日本国王使）と大量の綿布が輸出されている。公貿易において引き渡されるこれらの綿布は税として国庫に納められたものであるが、朝鮮王朝は綿布の備蓄が底を付くことを危惧し、時には公貿易を禁止するなど輸出の抑制に頭を悩ませていた。こうした国庫負担を軽減する手段として公貿易を禁止し私貿易に切り替えるという方法も存在した。しかし私貿易は密貿易の温床になりやすく、また日朝商人間のトラブルも頻繁に発生したため、朝鮮王朝は私貿易に対して抑制的であった。朝鮮王朝の政策は定まらず、私貿易の禁止や解禁、逆に公貿易を禁止するなど迷走の体を見せていた。日本側にとっても公貿易で得られる綿布は国庫より放出される良質の品であり、また公貿易の方が市価よりも有利な価格で取引出来たことから公貿易による取引を望むものであった。
日本側通交使節の持ち込む貿易品は朝鮮側の手で三浦（朝鮮半島南部にあった入港地）から陸路を輸送され、漢城で公貿易が行なわれていた。三浦から漢城までは倭人上京道路と呼ばれる通交使節の往来ルートが定められていたが、倭人上京道路の沿線住民は貿易品の輸送に駆り出されて多大な労苦を負わされており、逃散し流民と化す者も出現していた。また、通交使節及び使送船の船員の朝鮮滞在費も朝鮮側が賄っていた。これらの使節・船員には朝鮮滞在中のみならず帰路日本に辿り着くまでの食糧・酒・薪・炭などが支給されていたが、1439年には支給米だけで年間10万石に昇っていた。

#### 通交統制政策
通交権益をもって倭寇沈静化を図るという朝鮮王朝の狙いは当り前期倭寇は収束に向かうが、同時に通交者の増大を招くことに繋がった。朝鮮王朝は通交に起因する負担の増加に耐えかね、15世紀初頭から半ばにかけて、通交統制制度の整備を進め貿易の抑制を図った。朝鮮王朝の行った通交統制政策は次のようなものである。
- 入港場の制限 : 15世紀に入るまでは入港場に制限は無く、通交者は随意の浦に入港していた。しかし、朝鮮王朝は各地の防備情報が倭寇へ漏れることを恐れ、1400年から1410年にかけて、入港場を釜山浦・薺浦（乃而浦とも、慶尚南道昌原市）に制限した [17][18]。後に塩浦（蔚山広域市）も入港場に追加され、三浦と呼ばれる日本人居留地の形成へと繋がる。
- 図書による査証 : 図書とは朝鮮王朝が通交許可を与えた者に発給した銅製印章のことである。通交使節は図書を押印した書契（外交文書の一種）を携行し、朝鮮側に残された台帳の印影と書契のそれを照らし合わせることで査証（外交使節の真偽を審査・認証すること）を行った。最初に図書を受給したのは、1418年の西海路美作太守浄存である。当初図書には単なる贈答品以上の意味合いは無く、図書を受けることなく通交を続ける者も存在したが、次第に図書の受給が通交許可を意味するようになっていった[19]。こうした図書を受け通交権を得た者は受図書人と呼ばれた。
- 書契による統制 : 日朝貿易初期には、上は室町幕府から下は倭寇的地侍や商人まで重層的な勢力が通交していた。朝鮮王朝は地侍や商人のような雑多な通交者を日本側に統制させようと目論み、1419年に九州から渡航する者に渋川氏の発行する書契を、1420年に対馬から渡航する者には宗氏の発行する書契の携行を義務付けた [長節子2002、6頁]。しかし1425年に渋川氏は少弐氏・菊池氏に攻められて没落し書契発行権は大友氏・佐志氏・志佐氏等に分散する。また対馬では宗氏本宗家以外にも宗氏有力庶家や早田氏等の有力者にも書契の発行権が認められており、図書による統制は通交の寡占をもたらしはしたものの一元的管理にまでは至らなかった。
- 文引制 : 書契による統制をより強化しようと導入されたのが文引制である。文引制とは、日本から朝鮮へ渡航する全ての通交者に宗氏の発行する文引（朝鮮渡航許可証）の携行を義務付けた制度である。文引制により全ての朝鮮通交は宗氏の統制下に置かれることになり[注釈 5]、宗氏の領国形成に大きな力を発揮した[20]。
- 歳遣船定約 : 歳遣船定約とは年間通交回数の上限を定めた約条のことであり、朝鮮王朝と個々の通交者との間で個別に締約された。歳遣船定約が導入されるまでは通交頻度に関する規定は存在しなかったが、貿易の抑制を図る朝鮮王朝は受図書人の通交にも制限を加えたのである。初めに歳遣船が定約化されたのは、1423年の渋川氏である。その後1443年の嘉吉条約で対馬全勢力の歳遣船定約化、1450年代に残る全ての通交者の歳遣船定約化が成される。ただし、歳遣船の対象には日本国王使（室町幕府の使節）や琉球国王使、王城大臣使（室町幕府在京有力守護の使節）は含まれていなかった。

15世紀初頭には、倭寇的地侍や一介の商人のような者も朝鮮に通交していたが、朝鮮王朝は「図書による査証」、「書契による統制」、文引制によりこうした雑多な通交を規制し通交の寡占化を行なった。その後、残った通交者に対しても歳遣船定約を導入することで通交の抑制を図ったのである。

#### 朝鮮王朝の問題
通交統制政策により朝鮮王朝は貿易の抑制を図るが、一方で偽使に付け込まれるような問題点を抱えており、偽使の活動を押さえ込むことはかなわなかった。
朝鮮王朝の抱える問題点として、まず形式主義的態度や微温的態度が挙げられる。朝鮮王朝にとって通交者の携行する書契・文引といった通交制度における形式が整っていることが最も重要であり、それに比べれば使節の名義人と実際の派遣主体が一致するかどうかはさほど重要な問題ではなかった。また朝鮮王朝にとってこうした通交は倭寇沈静化のための方策であり、中でも宗氏はその要と位置付けられていたため、宗氏が糸を引いた偽使である疑いを抱いても倭寇の再発を恐れて通交の禁止には踏み切れず、黙認あるいはその回のみ通交を許可等、微温的態度を取り続けていた。
また、朝鮮王朝の日本国内情勢に対する情報不足も挙げられる。偽使勢力は真使が通交することで偽使通交が露見することを恐れ、争乱に忙殺されている勢力や滅亡した勢力、あるいは架空の勢力名を使って通交していた。しかし朝鮮王朝は日本国内の情勢に疎く、名義人が通交可能な状況にあるか、あるいは実在するかどうかすら判別が付かず、偽使の通交を認めざるを得なかった。朝鮮王朝の日本国内情報不足の原因は、一つは朝鮮通信使の断絶によるものである。室町期や江戸期には朝鮮から日本へ朝鮮通信使と呼ばれる使節が通交していたが、室町期における通信使の往来は1443年を最後に途絶えてしまったのである。その後、1459年、79年にも通信使派遣の試みがされるが、1459年の通信使は対馬へ渡海の途上で海難事故を起こし中止となる。1479年の通信使は1470年代に大量通交した偽王城大臣使の名義人の実在を確認しようとするものでもあったが、宗氏から「南路兵乱」（瀬戸内海ルートは騒乱が起きていて通行出来ない）のため北路（日本海ルート）を取るように勧められ、京都への往来を断念して対馬から引き返し中止となる。こうした通信使の途絶により、朝鮮王朝は能動的に日本国内の情報を入手する方策を失う。また、文引制を期にほぼ全ての朝鮮通交者が宗氏の影響下に置かれたことも、日本国内情報を把握出来ない一因となっていた。朝鮮渡航者の大半が宗氏の統制下に置かれたことにより、朝鮮へ伝えられる情報には宗氏による情報操作が入るようになっていたのである。
| 使節名              | 派遣勢力                    | 船の数 | 使節の人数 | 路宴の回数 |
| ------------------- | --------------------------- | ------ | ---------- | ---------- |
| 日本国王使          | 室町幕府                    | 3隻    | 25人       | 5          |
| 巨酋使              | 在京有力守護 大内氏、少弐氏 | 2隻    | 15人       | 4          |
| 九州節度使 宗氏特送 | 九州探題 宗氏本宗家         | 1隻    | 3人        | 2          |
| 諸酋使 島主歳遣船   | 深処倭 対馬諸氏             | 1隻    | 1人        | 0          |

朝鮮王朝が日本側の重層的勢力と多元的外交を行っていたことも、偽使を産み出す一因であった。明朝冊封体制下では「人臣に外交無し」という大原則があり、本来であれば外交は国家同士（この場合は室町幕府と朝鮮王朝）のものに限定され、宗氏のような陪臣は朝鮮王朝と外交関係を持つことは禁じられていた。しかし倭寇沈静化のため朝鮮王朝が多様な勢力に通交を認めたことにより、下は倭寇的地侍から上は室町幕府に至るまで重層的な勢力が朝鮮王朝と同時に外交を行うことになる。朝鮮王朝はこれらの通交者を同列に扱うことはせず、彼等を3ないし4等級に格付けし等級の高い勢力ほど尊重し優遇していた。一例を挙げると、室町期には朝鮮王朝の所有する大蔵経を求めて数多の勢力が通交するが、朝鮮王朝は原則として国王使（日本国王使・琉球国王使）にしか大蔵経を与えなかった。また、等級に応じて通交の際の随行使節の人数や接待の待遇等も定められていた（表1参照）。これは朝鮮王朝に通交する小勢力にとり、大勢力の名を騙った通交を行う方がより有利な結果を期待出来ることを意味していた。

### 日本側
室町時代、日本では経済や鉱業が発展したことにより貿易の拡大が望まれていた。16世紀初頭まで、日本側の主な輸出品は銅や金、琉球を通じて輸入された胡椒、朱紅、丹木等であったが、鉱工業の発達に伴い輸出品である銅の産出量が増加し輸出需要を押し上げていた。石見銀山の開鉱後は銀の生産量が飛躍的に増加し、日本からの輸出品は銀一色になる。日本産の銀は大消費地である中国へ流入するが、その輸出ルートの一つが朝鮮半島を経由するものであった。また14世紀末から15世紀始めにかけて朝鮮から木綿が輸入されるようになると、日本国内において木綿の需要が急速に拡大していった。木綿は軽く丈夫でかつ保温性がよく、日常使う衣類としてだけではなく兵衣としても最適であったのである。その一方で日本国内の木綿生産は17世紀になるまで本格化することはなく、朝鮮からの輸入に頼っていた。

#### 宗氏領国
経済や鉱業の発達に加えて、宗氏の敷いた領国制度もまた貿易拡大の原動力となった。宗氏は朝鮮半島にほど近い対馬を領国とし、日朝貿易において主導的な役割を果たしていた。しかし、対馬は山がちで土地が痩せて米が収穫できず、島内勢力の多くは朝鮮へ通交し経済的基盤としていた。そのため対馬では土地を通じた領国形成は困難であり、宗氏は朝鮮通交権を掌握し知行として家臣団に分配することで領国支配を推し進めた（宗氏領国）。こうした体制下では通交権不足は宗氏の求心力低下に直結し、領国支配の根底が揺らぎかねない問題であった。加えて、1444年に盛国（宗貞盛の弟）が肥前春日嶽で大内氏に敗死した後宗氏は北九州における所領を喪失しており、失地の代替として家臣団に宛がう通交権を必要としていたのである。1443年の嘉吉条約により宗氏の通交権は年間50隻に抑えられることになるが、条約締結の翌年にも半年で定約分を使い切り歳遣船の増枠交渉を行っている。宗氏は特送船（緊急の通報のためと銘うって派遣された外交用使送船）を歳遣船の定数の外に置く、あるいは有力庶家名義の歳遣船を島主歳遣船（宗氏本宗家名義の歳遣船）とは別に定約するなど通交権の拡大を図るがそれでも十分ではなく、深処倭（対馬以外の日本人）名義の通交権を入手し偽使を派遣することで通交の拡大を図った。

#### 日本側の問題
日本側で偽使を取り締まる立場にあったのは室町幕府であった。しかし室町幕府は弱体な政権であり、宗氏や大内氏といった地方勢力が独自に行っていた朝鮮通交を制限するどころか、彼等が幕府の名を騙り勝手な通交を展開しても懲罰を加えることすら叶わなかった。僅かに足利義政は牙符制を導入して日本国王使及び王城大臣使から偽使の排除を行ったが、明応の政変により牙符が流出したことでそれも潰える。
また幕府が外交業務を京都禅宗五山派の僧侶に委託していたことも偽使勢力に付け込まれる要因となった。中世東アジアにおいて外交文書は漢文で作成されるものであり、書式その他煩雑な礼儀作法が存在し、外交文書作成には高度な教養を必要としていた。また使節として派遣される人間も、漢文による筆談や漢詩の交歓などをこなさなければならず、同様の事が言えた。そのため室町幕府は国書の作成から朝鮮に赴く使節の編成まで五山派僧侶に頼りきっていた。こうしたことは偽使派遣の障壁ともなったが、一方で五山僧を抱き込むことで正規の使節の持つ国書を改竄し、偽使勢力に好都合な交渉を行わせることを可能とならしめていた。
また、幕府以外の諸勢力の通交権についても偽使化しやすい状況にあった。日本側の諸勢力の通交の多くは博多・対馬・薩摩商人などの中間媒介者が請負う形で行われていた。そのため通交名義人が死亡あるいは没落すると、中間媒介者が名義人の死亡を隠して通交を続けるなど偽使化しやすい状況にあった。

## 偽使通交の変遷
朝鮮王朝建国当初、上は室町幕府から下は倭寇的地侍・商人といった重層的な勢力が朝鮮へ通交しており、これらの通交者の根拠地は京都から薩摩まで西国全域に分布していた。16世紀に入ってもこうした状況は表面的には変わらず、1570・80年代の文引の発給状況を記録した『朝鮮送使国並書契覚』には朝鮮通交者の名義人として日本国王使や西国諸大名・国人が名を連ねている。しかし16世紀におけるこうした通交者のほぼ全ては宗氏による偽使であり、実際には「貿易権の対馬集中」が発生していた。15世紀半ばより宗氏が偽使による通交権の集積を推し進めた結果、初期の広域的・重層的な通交者は日朝貿易から締め出され、近代まで続く宗氏による対朝鮮貿易の独占をもたらしたのである。
14世紀末から15世紀半ばにかけては朝鮮王朝が通交統制制度を整備していく過渡期にあたる。その中で宗氏は通交統制に協力しながら自身の統制力強化を図っていた。一方、規制の対象とされた博多商人や対馬の中小勢力等は、宗氏や室町幕府等の名を騙った偽使の派遣を通じて統制を潜り抜けようと試みていた。嘉吉条約により宗氏の通交に制限が課せられると宗氏と朝鮮王朝の蜜月関係は終わりを告げる。宗氏は深処倭通交権を入手し、偽王城大臣使を派遣し、博多商人と提携して偽使通交体制を築いていった。こうした結果、宗氏掌握通交権は嘉吉条約締結時には年間50隻であったのに対し、1480年代には年間100隻を大きく超えていたと見られている。それに対し朝鮮王朝と室町幕府は牙符制を敷いて日本国王使及び王城大臣使から偽使の排除を行った。また1510年に起きた三浦の乱により宗氏は通交権の大半を喪失する。これに対し、宗氏は偽日本国王使を派遣することで貿易を行うのみならず停止された深処倭名義通交権の回復も行った。三浦の乱により、一時は年間25隻にまで激減した宗氏掌握通交権は、1580年代には年間120隻近くにまで達し、また日朝貿易は宗氏の独占するものとなっていた。しかし1592年から始まる文禄・慶長の役により、日朝関係は断絶し貿易も途絶える。宗氏は日朝両国の間に立ち、偽日本国王使の派遣や国書改竄を繰り返しながら国交正常化に奔走する。宗氏の努力が実り、1609年の己酉約条によって貿易は再開されるが深処倭名義通交権は全て廃止されることとなる。その後も偽日本国王使の通交は続いたが、柳川一件により偽使派遣や国書改竄が江戸幕府の知るところとなり、以酊庵輪番制により偽使通交は終止符を打たれる。
| 1392年      | 朝鮮王朝建国                   |
| 1400 〜10年 | 入港場の制限                   |
| 1419年      | 応永の外寇                     |
| 1419年      | 深処倭通交の書契による統制     |
| 1420年      | 対馬通交の書契による統制       |
| 1425年      | 渋川氏没落                     |
| 1426 〜38年 | 文引制の確立                   |
| 1443年      | 嘉吉条約                       |
| 1443年      | 第3回朝鮮通信使                |
| 1444年      | 宗氏、北九州における所領の喪失 |
| 1453年      | 深処倭通交の増大               |
| 1454年      | 畠山氏、家督騒動勃発           |
| 1456年      | 深処倭の歳遣船化               |
| 1459年      | 朝鮮通信使海難事故             |
| 1467年      | 応仁の乱勃発                   |
| 1469 〜71年 | 宗貞国、博多進駐               |
| 1477年      | 応仁・文明の乱、終結           |
| 1479年      | 朝鮮通信使                     |
| 1482年      | 牙符制発効                     |
| 1493年      | 明応の政変                     |
| 1510年      | 三浦の乱                       |
| 1592 〜93年 | 文禄の役                       |
| 1597 〜98年 | 慶長の役                       |
| 1607年      | 第1回朝鮮通信使                |
| 1609年      | 己酉約条                       |
| 1633 〜35年 | 柳川一件                       |

### 嘉吉条約以前
朝鮮王朝建国当初には通交統制制度は存在せず、14世紀末から15世紀半ばにかけては制度の固まっていく過渡期にあたる。偽使は通交統制制度が導入される以前から活動しており、偽使の初見は1397年に朝鮮に通交した今川了俊名義の使送である。今川了俊は1395年に九州探題を解任されて九州を離れ、1396年には後任の渋川満頼が九州に着任しており、この偽使は了俊の元で通交業務を請け負っていた者もしくは渋川氏によるものと見られている。その後通交統制制度が整備されていくに伴い、統制を潜り抜けようと偽使が出現する。統制制度のうち「図書による査証」や「書契による統制」は地侍や商人などの雑多な通交者を規制するものであり、この時期の偽使は規制の対象とされた博多商人や対馬中小勢力等が派遣したものである。一方、後に偽使勢力の主体となる宗氏は朝鮮王朝の通交統制政策に協力する中で領国支配の強化を行っていた。
1419年・1420年に「書契による統制」が定められると、1423年に統制の対象外に当たる琉球国王使の名を騙った偽使が出現する（偽琉球国王使の初見）。博多商人の派遣したこの琉球国王使は偽使であることを見破られ通交を阻まれるが、翌年に渋川氏の通交が年間20余回に急増する。当時のこうした通交は、日本側は貿易目的で行っていたにせよ、形式的に貿易は書状を携帯した外交使節の往来に付随するものであり、先に送った書状の返書を受けた後に次の使節を送り出すのが正常な姿であった。当時九州から漢城までの往復には3ヵ月ほど掛かったと推測され、正常なやり取りでは年3回の通交が限度であった。この渋川氏名義の通交は明らかにこうした慣例を無視したものであり、その大半は博多商人が通交を請け負ったもの、もしくは名義を借りて通交したものと見られている。通交の急増を受け、朝鮮王朝は渋川氏と年2回の歳遣船定約を結び通交の抑制を図った。翌25年に渋川氏が少弐氏・菊池氏に攻められて没落すると、博多商人は渋川氏の没落を隠しながら偽使通交を続ける。しかし歳遣船化された渋川氏名義では以前の頻度の通交を維持来るものではなく、書契発給権を持ち博多息浜を領有して博多商人と繋がりも有る大友氏を新たな後ろ盾とすることになる。1439年に朝鮮王朝は大友氏名義の通交が増大していることを指摘しているが、これらは博多商人が大友氏から通交を請負ったもの、あるいは名義を借りて通交したものが大半を占めると見られている。
宗氏は鎌倉期より少弐氏の被官であり、室町期は筑前守護代として少弐氏を支えて北九州を転戦し、北九州に少なからぬ所領を確保していた。その一方で代々当主は北九州出兵に追われて対馬に定着して領国支配に専念することが出来ず、今川了俊の後援を受けた仁井中村宗氏（宗氏有力庶家の一つ）に一時家督を簒奪されるなど、その領国支配は安定しなかった。1398年、宗貞茂は仁井中村宗氏から家督を奪還して当主の座に就くが、彼もまた九州出陣中に起きた叛乱により一時対馬の支配権を奪われている。叛乱を鎮圧した貞茂は、弟貞澄を筑前又代（守護代の代官）に任命して筑前支配を任せ、自身は対馬に定着して領国支配に力を入れた。貞茂は朝鮮との関係を重視し、対馬の倭寇的地侍達を貿易商人に変質させるなど倭寇禁圧に力を入れ、朝鮮王朝からも厚い信頼を受けていた。貞茂の跡を継いだ貞盛もまた対馬に定着し領国支配に力を注いだ。貞盛は朝鮮王朝の進める通交統制政策に協力し、その中で対馬諸勢力の朝鮮通交を自身の統制下に置くことで領国支配の強化を進めた。1420年に「書契による統制」が定められると対馬中小勢力は自己名義による朝鮮通交を禁止され、貞盛から書契を受け名義借り通交を行うことを強いられた。1434年に貞盛は名義貸しの実態を朝鮮王朝に伝え、自身の通交と名義貸し通交では書契における印章の位置を押し分けるので両者を区別して扱うよう要請して認められており、この名義貸し通交は朝鮮王朝の了承を得たものであった。
しかし「書契による統制」では貞盛以外の複数の対馬内有力者にも書契発行権が認められており、また貞盛名義の書契を偽造し通交する偽使も出現する等、宗氏が領国支配を推し進める上では不徹底なものであった。貞盛は統制力のさらなる強化を目指し1426年に文引制を朝鮮王朝に提案する。1438年には文引制の骨格が固まり一部の例外を除く全ての朝鮮通交は宗氏の統制下に置かれることになり、宗氏の領国支配は飛躍的に強化されることになる。また文引制導入後に通交使節の審査が厳格に行われるようになった結果、宗貞盛・盛国・茂直（仁井中村宗氏）の名を騙る偽使が相次いで摘発されている。朝鮮王朝は特に九州からの通交者に注視し神経を尖らせていたが、この九州から通交する偽使は博多商人の派遣したものと見られている。
こうした通交統制の強化が進む中、博多商人は室町幕府との提携を進めた。室町幕府は朝鮮王朝と同格の存在であり、その通交は朝鮮王朝や宗氏の制約を受けるものではなかったからである。博多商人の一人、宗金は遣明船派遣に協力することで幕府の歓心を買い、日本国王使や管領斯波氏通交の代行を任されるまでに至る。1430年、宗金は同じく博多商人の道性と共に日本国王使として朝鮮に通交し、翌年には宗金の差し金と見られる偽日本国王使が出現する（偽日本国王使の初見）。日本国王使の携える国書は漢詩・漢文の作文能力に秀でた京都五山系禅僧が修辞技術・古典知識を駆使して作成したもので、紙の種類や折り方、国書を納める箱にも特段の工夫が施されており、国書偽造には高度の教養・技術が必要とされていた。この時の偽日本国王使の携行した国書はこうした先例に適ったものではなく、偽使であることが露見している。博多商人は日本国王使の請負通交だけでは望む頻度の通交が叶わぬため、名義詐称型偽使の派遣も試みたのであるがこれは失敗に終っている。しかし1448年に博多商人は日本国王使に便乗した偽使通交に成功している。この日本国王使は本来であれば使送船（使節を派遣する船）1隻をもって通交するものであったが、博多商人は使送船を3隻に水増しし、大量の丹木・銅鉄の輸出を図った。彼等は偽使通交のために国書のすり替えも行ったが、この偽造国書は日本国王使の正使、文渓正祐が博多で作成した物で、先の1431年の物とは違い真偽の見分けの付かない精巧なものであった。この便乗型偽使通交は、国書の文言と事前に連絡した内容に齟齬が有ること、本来の使送船は1隻であるはずと宗氏から朝鮮王朝に連絡があったことなどから紛糾するが、文渓正祐の粘り強い交渉により通交が認められている。この文渓正祐は京都白河建聖院の住持から日本国王使正使に選任された人物であるが、元々博多周辺で活動し渋川氏使送として朝鮮渡航経験も有り、博多商人との繋がりも持っていた。博多商人は文渓正祐との縁故を利用することで便乗型偽使通交を成功させたのである。

### 嘉吉条約から三浦の乱まで
15世紀前半において、宗氏は朝鮮王朝の進める通交統制政策に協力する中で朝鮮通交権を掌握し、家臣団に再分配することで領国支配を進めていた。しかし1443年に嘉吉条約が締結され通交権が年間50隻に抑えられたことから宗氏と朝鮮王朝の蜜月関係は終り、宗氏は偽使をもって通交権の拡大を図ることになる。
1452年に朝鮮王朝に協力的であった貞盛が没し成職が跡を継ぐと、1453年より深処倭名義の通交が急増し1455年には朝鮮を訪れた使送倭人は6千人を超える。嘉吉条約により対馬諸勢力の通交は歳遣船の制約下にあったが、深処倭には歳遣船定約がなされていなかったのである。1455年、朝鮮王朝は通交頻度の急増した深処倭10名の名を挙げ、彼等に歳遣船定約を結ばせるよう宗氏に要請した。彼等の通交頻度はそれまでは多くても年2回程度であったが1453年から急増し、多い者は年10回も通交していたのである。翌年この10名の通交は歳遣船定約化され、これを契機として1450年代に残る全ての深処倭についても歳遣船定約が結ばれることになる。以下に伊集院煕久・田平弘・塩津留聞名義通交を事例に細述するが、この急増した深処倭名義の通交は宗氏の派遣した偽使によるものであった。
- 伊集院煕久名義通交 : 伊集院煕久は島津氏の一族で薩摩伊集院の領主であった。伊集院氏が初めて朝鮮に通交したのは、1395年、煕久の父頼久の代のことである。煕久の通交は1436年に始まり、通常年1・2回程度の頻度で続けられた。1450年に伊集院煕久は島津本家の忠国に攻められて所領を失い肥後に逃亡して以降行方不明となるが、その後も煕久名義の通交は続き1453年から急増する。朝鮮王朝から通交頻度増加の指摘を受けた翌年に煕久名義通交は歳遣船定約化され、その後も1510年の三浦の乱まで継続するが、伊集院氏使送船の乗組員が三浦の乱に参加したことから通交を禁止され以後復活することは無かった。伊集院煕久名義通交は、所領を失い行方不明となった者が大規模な資本を必要とする通交を続けている点、1510年まで74年間図書の更新がされなかった点[注釈 10]、など不自然な点が多く、これらは照久本人によるものではなく、第三者、それも三浦の乱を主導した宗氏によるものと見られている[50]。宗氏は名義詐称型偽使により、伊集院氏名義という既存の通交権を入手したのである。
- 田平弘名義通交 : 田平弘名義の通交は1454年に始まり、同年既に年6回の通交を行っている。田平氏は1400年より朝鮮通交を行っており、田平弘も1436年の下松浦平戸党一揆契約状に署名が確認される実在の人物である。しかし、宗家旧蔵図書・木印群に田平弘名義の木印（木製偽造印章）が含まれていたこと、その木印は図書を模した物ではなく通交権を入手するための最初の朝鮮通交時に使用するために造られた私印であったことから、田平弘名義の通交は1454年の最初のものから宗氏による偽使であったと考えられている[51]。つまり宗氏は既存の通交権を入手したのではなく、名義詐称型偽使により新な通交権を創出したのである。
- 塩津留聞名義通交 : 塩津留聞は壱岐を本拠としていた松浦党の一員である。塩津留氏は1444年から定期的に朝鮮に通交し、一族の中で通交名義を3名確保するなど朝鮮通交に力を入れていた。塩津留氏は1472年に松浦党の一人波多泰に攻められて壱岐を追われ対馬へ逃亡して宗氏の被官となり、その後も文禄の役まで朝鮮通交を続けている。1453〜55年の通交にどの程度塩津留聞本人の関与があったのかは不明であるが、塩津留氏側にこの時期通交を急増させるような要因は見当たらず、この時期の通交の大半は宗氏が塩津留氏から名義を借り受けて行ったものと見られている[52]。後年のことになるが、対馬亡命後の1474年塩津留氏は宗氏から文引年1回発給を受けることを約束されている。塩津留氏は年2隻の歳遣船定約者であったことから、残りの1回の通交権は宗氏が塩津留氏から借受けて行使したとみられている。三浦の乱後に塩津留氏名義の歳遣船が年1隻に削減されると塩津留氏は宗氏と交互に2年に1回の隔年通交を行った。その他、塩津留氏は壱岐牧山氏から通交権を譲り受けて牧山氏名義の偽使通交も行っていた。牧山氏は名義料という形で一定の権利を留保していたものの、通交の運用には一切関わっておらず、実質的には通交権を譲渡したものとされている。これらの塩津留聞名義通交は、名義借型・名義譲渡型偽使通交に当たる。

| 年代               | 島主歳遣船 | 自己名義 | 自己名義 | 偽使通交権 | 偽使通交権 | 合計  |
| 年代               | 島主歳遣船 | 歳遣船   | 受職人船 | 歳遣船     | 受職人船   | 合計  |
| ------------------ | ---------- | -------- | -------- | ---------- | ---------- | ----- |
| 1443年（嘉吉条約） | 50         | 0        | 0        | 0          | 0          | 50    |
| 1480〜1500年代     | 50         | 32       | 14       | (49)       | 0          | (145) |
| 1512年（壬申約条） | 25         | 0        | 0        | 0          | 0          | 25    |
| 1530年代           | 30         | 0        | 0        | 13         | 16         | 59    |
| 1550〜60年代       | 30         | 3        | 1        | 43         | 26         | 103   |
| 1570〜80年代       | 30         | 0        | 1        | 49         | 38         | 118   |
| 1609年（己酉約条） | 20         | 1        | 1        | 0          | 0          | 22    |

このように、宗氏は偽使を用いた新たな通交権の創出、既存の通交権の乗っ取り、名義借りや名義譲渡などの手段を駆使し通交権の集積を進めた。朝鮮王朝は1450年代に深処倭全ての歳遣船化を進めたが、この歳遣船化の流れの中で宗氏は残る深処倭名義の通交権も掌握していったと見られている。それというのも、朝鮮王朝は歳遣船化の交渉を宗氏に委ねていたこと、文引制により受図書人・受職人の通交であれ宗氏の統制下にあったこと、元々深処倭の通交頻度は年1隻程度であり、歳遣船定約によって年2隻の通交が認められると1隻分宗氏に貸与する余裕が生じたからである。17世紀末に編纂された『系図外聞書記』に貞国が通交権を買い求めたとする伝承が残されていることから、通交権の対馬集中は成職・貞国の代に進んだとみられる。三浦の乱の起こる1510年頃には深処倭名義の歳遣船は年49隻であったが、偽使通交権の集積が進んだことによりその大半は宗氏の派遣する偽使だったと推測されている。
また1455年から偽王城大臣使の通交が始まる。王城大臣使とは、畠山氏、細川氏、斯波氏等の室町幕府在京有力守護の使節のことを指し、朝鮮王朝は日本国王使に次ぐ存在として図書による査証や通交回数の制限を設けない等の優遇を与えていた。真の王城大臣使の通交は、1409年に斯波義将が国王代理として通交したものと1431年に斯波義淳が通交したものの計2回に過ぎない。その後1455年から69年までに王城大臣使は計19回通交するが、これらはみな宗氏が派遣した偽使であった。偽王城大臣使の派遣のきっかけは、1454年より始まり応仁・文明の乱の契機ともなった畠山氏の家督争いである。偽使勢力にとり、真使通交によりそれまでの偽使通交が露見することは避けるべきことであり、名義を騙る相手が家督争いや騒乱に忙殺されていることは好都合であったのである。宗氏による偽王城大臣使通交では、博多商人の偽日本国王使通交と同様、外交僧が重要な役割を果たした。1450年代に宗氏の外交僧を務めたのは梅林寺初代鉄歓であったが、1463年からその地位は仰之梵高が務めていた。仰之梵高は天竜寺妙智院系の五山僧であったが、1463年に日本国王使の副使として朝鮮へ通交し、その帰路請われて対馬に止まり宗氏に協力して偽使通交体制を築いていった。この1463年に通交した日本国王使は室町幕府の派遣した真使であるが、対馬から偽王城大臣使が同行し、国書にも同行者として偽王城大臣使の名が書き加えられていた。宗氏は仰之梵高を得ることで高度な外交文書作成能力を手に入れ、また北九州の禅宗幻住派のネットワークと結びつき、偽使派遣体制を整えていった。
一方、博多商人は琉球国王使の請負通交を行うようになっていた。明朝が海禁政策を敷いて以降、宋・元代に東シナ海海域で活発に活動していた中国人海商の活動は封じられ、代わって中継貿易を行ったのが琉球王国であった。明朝は琉球王国に1年1貢と有利な通交を認め、明朝と各冊封国間の中継貿易を任せていたのである [高良倉吉1993、81頁]。こうした状況を背景に琉朝通交（琉球・朝鮮間の通交）は琉球側が三山統一以前、朝鮮側は高麗王朝期にあたる1389年から続いていた。しかし15世紀半ばになると、倭寇リスクを避けるため、琉朝通交は博多・対馬商人が国書・進物を預かり代わりに通交を行う請負通交へと姿を変えていた。こうした中、博多商人道安は1453年に琉球国王使として請負通交を行い、1455年には名義詐称型の偽琉球国王使の通交にも成功する。さらに1457年に再度琉球国王使の請負通交を行うが、帰路、対馬で宗氏に贈答品を奪われ、以後琉朝通交から締め出される。当時宗氏は文引制を以って全ての朝鮮通交を自身の統制下に置こうとしており、博多商人の展開する日本国王使や琉球国王使の請負・偽使通交は、宗氏の統制の効かないところで繰り広げられる目障りな活動であった。宗氏は朝鮮通交における主導権を確保するため博多商人に掣肘を加えたのである。この事件は博多商人にとり、安定的な朝鮮通交を行うためには宗氏との提携が必要不可欠であることを示すものであった。
深処倭名義の偽使や偽王城大臣使、偽琉球国王使などは恒常的な偽使通交を目指したものであるが、1467年から1470年にかけて一回限りの単発的な偽使が大量に発生する。7代朝鮮国王世祖は端宗から王位を簒奪して即位した人物であったが、王権強化のため日本から祝賀使の迎え入れを図っていた。世祖は仏教的奇瑞が度々表れたと称し、室町幕府に祝賀使の派遣を要請する。1467年に肥前那久野（名護屋）藤原頼永使送として通交した寿藺は、室町幕府に祝賀使派遣を要請する書契を託され京に上ることになる。この寿藺出立後から、仏教的奇瑞を祝うとして海浜小領主達の派遣する無数の祝賀使が出現するが、これらは宗氏の派遣した偽使であった。これらの偽祝賀使通交は、まず朝鮮王朝の瑞祥を伝え聞いたと称する祝賀使群が表れる。当初はこれを受け入れていた朝鮮王朝が祝賀使通交の制限に転じると、残りの祝賀使達は貞国の請状を受けることで通交を強行した。その後、宗氏の仕立て上げた偽日本国王使及びその護衛と称する無数の使節が通交する。これらの使節は、
1. 海賊大将や海辺領主など、倭寇対策に力を入れていた朝鮮王朝が無視出来ない勢力名を名乗っていたこと。
2. 既存の通交者の名が見当たらないこと。特に対馬から通交する者が皆無で、遠隔地の者が多いことが逆に不審である点。
3. 通交名義人の多くが架空のものや物故者であったこと。

などから、宗氏の創出した偽使であると見られている。
15世紀後半になるまで、博多商人と宗氏の関係は安定せず、博多商人の偽使通交は宗氏から妨害を受けてきた。しかしこうした関係は宗貞国の博多進駐によって転換期を迎える。宗氏の主家である少弐氏は、室町期において大内氏との度重なる抗争の中衰退し、幾度となく筑前の本拠を追われて対馬へ亡命していた。特に1441年には領地をことごとく喪失し、44年には宗氏もまた北九州から駆逐されていた。少弐氏は宗氏を動員して筑前回復の兵を起こすが、成功を収めることはなく対馬に寄寓するままであった。しかし応仁・文明の乱において大内氏が山名氏に組すると、足利義政は少弐氏・宗氏を懐柔して大内氏牽制を図った。1469年、貞国は義政に応じ、少弐頼忠を奉じて筑前へ出陣し大宰府を回復する。この筑前出兵は宗氏にとっても大きな意味を持ち、それまで最重要視してきた朝鮮通交においても一時期歳遣船が完全に途絶えるほど力を注ぐものであった。しかし筑前出兵中に貞国と頼忠が不仲になったことから、貞国は1471年に対馬へ帰島してしまう。海東諸国紀に拠ると、両者の不和の原因は頼忠が肥前千葉氏の内訌に介入し、強いて貞国に出兵させた結果大雪のため大敗を喫したことにあるとされている。貞国帰島後も宗氏は軍勢の一部を北九州に残留させていたが、大内政弘が貞国抱き込みを図ったことにより宗氏と少弐氏の関係は終わる。1477年の応仁・文明の乱の終結を受け、政弘は本国に帰国し少弐氏と対決するが、政弘は貞国と頼忠の不和を聞き知り幕府を通じて貞国の抱き込みを行ったのである。その結果78年に政弘が攻勢をかけた際も貞国は頼忠に援軍を送らず、頼忠は敗れ肥前へ逃亡し、少弐氏と宗氏の断絶は決定的となる。宗氏はこれをきっかけに大内氏と友好的な関係を築き上げ、後の大内氏協力による偽日本国王使の派遣へと繋がることになる。この貞国の博多出兵は、宗氏と博多商人の提携、偽使通交権の分裂、宗氏と大内氏の接近、といった影響を残すことになる。
筑前出兵の最中貞国は博多近辺に駐屯しており、その間に宗氏と博多商人の提携がなされた [橋本雄2005、159〜165頁]。宗氏と緊密な関係を築いた博多商人は偽王城大臣使通交に参加を許され、1470年から74年までの短期間に合計15回と大量の偽王城大臣使を派遣し「朝鮮遣使ブーム」と呼ばれている。「朝鮮遣使ブーム」は、
- 莫大な資本を必要とする通交を短期間に大量に行ったこと
- 当該期に宗氏は博多出兵の影響で歳遣船すら途絶しており、こうした大規模通交を行う余力はないと推測されること
- それまでの偽王城大臣使は実在の人物の名義を使っていたのに対し、「朝鮮遣使ブーム」における王城大臣使は完全に架空の名義を名乗っていること
- 偽王城大臣使使送に博多商人が名を連ねていること

などから博多商人主導で行われたものと推測されている。またそれ以外にも、宗金の孫宗茂信は貞国の協力によって受職人となった他、宗氏名義の通交を博多商人が請負うなど、博多商人は宗氏と密接な関係を築いていった [伊藤幸司2005、134頁]。さらに、宗氏との関係が安定したことを受け、博多商人は琉朝通交においても大胆な活動を展開する。1471年に琉球国王使の請負通交として朝鮮へ渡航した博多商人平左衛門尉信重は、朝鮮王朝に割印制の導入を提案する。『歴代宝案』に残された琉球王朝側の記録には割印制について記載されておらず、これは博多商人が国書を改竄して盛り込んだものであった。先述のように琉朝通交は既に博多商人や対馬商人による請負通交によって行われておりその中に名義詐称型偽使も紛れ込んでいたが、割印制はこうした偽使通交をさらに容易ならしめるものであった。また琉朝貿易には対馬・博多商人の他に薩摩商人も参入を図っており博多商人の中も一枚岩ではなかったが、割印制はこうした偽使勢力内部の争いについても主導権を約束するものとなった。割印制導入後20年程博多商人は安定した偽使通交を続けるが、1492年頃彼等は何らかの理由で割印を喪失し、博多商人による偽琉球国王使の通交は終わる。
貞国博多駐屯時、当主が対馬を離れたことで偽使通交権に分裂が見られた。貞国の筑前出兵中は守護代である宗盛直・宗職盛父子が文引発行権を掌握していたが、彼等、あるいはその後援を受けた対馬残留組の何者かが九州出兵組の持つ偽使通交権を乗っ取り、「偽使の偽使」を派遣したのである。通交権の分裂は、菊池氏、呼子氏、神田氏名義の通交で確認されている。ここでは菊池氏を事例に偽使通交権の分裂の細述を行う。菊池氏名義の通交権は肥後太守を名乗ったものと肥後・筑後二州太守を名乗ったものの2組存在し、両者とも宗氏による偽使通交権であったと考えられている。そのうち、通交権の分裂が確認されたのは肥筑二州太守名義の通交である。1468年、菊池為邦使送が朝鮮に通交した際、「為邦」と彫られた図書を受給する。しかし70年に通交した菊池氏使送は、68年に受けた図書を紛失したとし新たな図書を請願した。朝鮮王朝が「菊池為邦」と彫られた新図書を発給したところ数年間新図書を用いた通交が続いた。しかし74年に為邦の子重朝の使送を名乗る者が表れ、「68年に為邦が死亡し、図書を受けた重朝は上洛していて通交出来なかった。帰国したところ父の名を騙って通交している者が居ることを知った。」として図書の改給を請願し、紛失したとされてきた「為邦」図書を提出した。こうした最中に「菊池為邦」図書を使用した菊池氏使送が漢城に現れたため、漢城で偽使同士が対決することになる。朝鮮王朝は「遠くのことは見極め難い」と宗氏に解決を委ね、結局重朝名義の通交が認められることになる。これは菊池為邦名義の通交権所有者が九州に出兵中、対馬残留組のうちの何者かが通交権を行使しようと「偽使の偽使」を派遣していたものである。「偽使の偽使」を派遣していたのが何者なのか不明であるが、朝鮮通交には必ず文引が必要であったことから、貞国離島中に文引発給権を掌握していた盛直・職盛父子の関与、少なくとも黙認があったものと考えられる。文引発給権・偽使通交権の分裂は貞国帰国後もすぐには納まらなかったが、次第に文引発給権は貞国の元に回収され、通交権の分裂は解消した。
また、1470年代には大内氏関係の偽使の疑いを持たれる使者の存在も確認される。1465年に大内教弘が没して子の政弘が後を継いだが、2年後に発生した応仁の乱では西軍の一員として上洛していたために、家督継承後に初めて使者を派遣したのは1479年のことであったが、この時までに大内氏名義の使者が既に3度朝鮮に派遣されていた（『成宗実録』四年8月戊辰条・五年7月庚辰条・九年正月己卯条）。これを知った政弘の使者はそれらは貴国から与えられた印のない偽使であると述べた。ただし、これを直ちに偽使であると断定できないのは、当時の大内氏の家督を巡っては教弘の兄である大内教幸（道頓）が家督を主張して教弘・政弘父子と抗争をしており、特に応仁の乱当時には東軍によって教幸が大内氏の当主に任ぜられて重臣たちも両派に分裂していた経緯があるためである。つまり、この時期の使者が全くの偽使であった可能性も否定はできないものの、東軍方によって大内氏当主とされた大内教幸が派遣した使者の正統性を西軍方につき最終的な家督争いの勝者となった政弘が否認したに過ぎない可能性もあるからである。

一方、1470年代の偽王城大臣使の大量通交を受け、朝鮮王朝と室町幕府は1482年に牙符制を導入する。牙符制とは象牙製の半割にした割符をもって使節の査証を行う制度であり、王城大臣使と日本国王使に適用された。宗氏・博多商人は牙符制の壁を打ち崩すことが出来ず、偽王城大臣使の通交は一時途絶えることになる。しかし後に明応の政変によって牙符は大内氏・大友氏の元へ流出し、宗氏は大内氏・大友氏と緊密な関係を築くことで偽日本国王使・偽王城大臣使を派遣することになる。

宗氏の掌握する通交権は1443年の嘉吉条約締結時には年間50隻に過ぎなかったが、偽使通交権の集積が進められた結果、15世紀末には毎年100隻を超す歳遣船が派遣されていたと見られる（表3参照）。しかし1510年に起きた三浦の乱によりこうした状態は終わる。朝鮮王朝は元より貿易に対し抑制的であったが、15世紀末にはより強硬な貿易抑制政策を取るようになっていた。1488年、朝鮮王朝は綿布の交換レートの引き上げを行い、1494年および1498年に日本の輸出品の主力であった金・朱紅・銅の公貿易を禁止し、貿易拡大を願う宗氏と軋轢を引き起こした。耐えかねた宗氏は1510年に三浦の乱を起こすが敗れ、日朝の国交は断絶となり貿易は一時途絶える。

### 三浦の乱から文禄の役まで
1512年、三浦の乱の講和条約として壬申約条が締結され貿易は再開される。しかし、島主歳遣船は25隻に半減し深処倭名義通交の大半も停止させられ、宗氏は通交権の大半を失う結果となっていた。宗氏はこの危機を偽日本国王使を派遣して乗り切る。
1482年に牙符制が導入されて以降、偽日本国王使通交には幕府の秘蔵する牙符が必要となっていた。牙符制導入後20年ほどは、足利義政が牙符を秘蔵して離さなかったことから偽日本国王使・偽王城大臣使の通交は阻まれていた。しかし明応の政変によって将軍家が分裂したことにより、牙符は西国有力守護を味方につける道具として切り売りされ流出する。最初に牙符を入手したのは大内氏である。大内氏は牙符を用いて1501年の偽使通交を皮切りに、1511・12年には宗氏の要請を受け壬申約条締結のための日本国王使を派遣するなど、活発に偽日本国王使通交を行った。1501年から文禄の役直前の1591年までに日本国王使は計29回通交しその大半は偽使であったが、そのうちの5回は大内氏の意向を反映したもので日明貿易における大内氏の正統化工作などを行っている。大内氏滅亡後、大内氏所蔵牙符は毛利氏が受け継ぎ、また大友氏も別個に牙符を入手していた。宗氏は大内氏・大友氏・毛利氏と良好な関係を構築することでこれらの牙符を借り受け、偽日本国王使・偽王城大臣使通交を行った。宗氏は偽日本国王使通交によりそれ自体で貿易を行うだけでなく、壬申約条で削減された島主歳遣船の増枠交渉や同約条で停止された深処倭通交権の復活交渉も進め、1557年の丁巳約条で島主歳遣船を30隻に、63・67年には合計22名の深処倭名義通交権の復活を勝ち取り、偽使通交権の再集積を進めた。
三浦の乱後には偽受職人と呼ばれる新たな偽使が出現している。受職人とは朝鮮王朝の被官となり官位と通交権を得た者のことであるが、受図書人が代理人による通交を認められていたのに対し受職人の通交では本人が朝鮮に赴くことが義務付けられていた。三浦の乱により掌握通交権が激減したことを受け、宗氏は通交権を直臣・守護代家などの権力中枢部に集中的に配分していた。その結果権益配分からあぶれた対馬の地侍達は、受職人化して独自の通交権を確保しようと試みた。しかし朝鮮王朝は、対馬を在地とする受職人に関しては正四品以上の官位を持つ者に通交を制限したため、地侍達は在地を壱岐・薩摩などと偽り偽受職人として通交した。偽受職人の場合、偽使と言っても名義を偽ったのではなく在地を偽ったものであり、彼等の多くは実名を名乗り通交を行った。この偽受職人の通交権は、受職人本人が通交しなければならないという制約上他者に譲渡出来るものではなく、また後継者に引き継ぎも難しかったようであり、大半が1代限りの通交に止まった。
三浦の乱によって宗氏掌握通交権は年間25隻まで激減する。しかし偽日本国王使によって偽使通交権の再集積が進んだ結果、宗氏掌握通交権は1530年代には59隻、1570〜80年代には120隻近くまで回復していた（表3参照）。これは偽日本国王使・偽王城大臣使を含めない数字であり、実際は三浦の乱直前と同等の規模であったかもしれない。このころになると、日朝貿易は宗氏の独占するところとなっており、これは廃藩置県により対馬府中藩が解体されるまで宗氏の既得権として引き継がれることになる。しかし1592年の文禄の役の勃発と共に日朝の国交は断絶し、こうした偽使通交は終息する。

### 文禄の役から柳川一件まで
宗氏は16世紀に偽日本国王使通交を繰り返す中、国書の偽造・改竄技術を蓄積していた。文禄・慶長の役の前後、宗氏は日朝両国の間に立ち開戦回避に早期講和に奔走するが、その間にも国書の偽造・改竄や偽日本国王使の派遣を繰り返した。一つには、豊臣秀吉や江戸幕府は対朝鮮外交を宗氏に一任し自身で使節を派遣することはなく、朝鮮に通交した日本国王使はみな宗氏が対馬で編成したものだったのである。もう一つは、宗氏は両国の主張を相手が受け入れやすい形にすり替えながら仲介を行ったのである。1587年、秀吉は「朝鮮国王の入朝」交渉を宗氏に命じるが、宗氏は偽日本国王使を朝鮮に派遣し「朝鮮通信使の派遣要請」を行う。朝鮮通信使が訪日すると、秀吉は「征明嚮導」（明征服の先導を務めること）要求を突きつけるが、宗氏は通信使が持ち帰る国書の文言を「入明借途」（明に朝貢する道を貸すこと）に書き換えを行った。文禄・慶長の役間の講和交渉時においても、宗氏は明使の副使として訪日した朝鮮通信使の国書を改竄している。この国書は現存しており、そこに押された朝鮮国王印の印影は宗家旧蔵図書・木印群の中から見つかった偽造朝鮮国王印と一致することが確認されている。
慶長の役後も宗氏の偽日本国王使通交や国書改竄は続いた。秀吉の後を継いだ江戸幕府は日朝講和交渉を宗氏に一任していたが、1606年に宗氏は朝鮮王朝から講和の条件として、
1. 文禄・慶長の役の際、王室陵墓を荒らした犯人を引き渡すこと
2. 日本側から先に国書を差し出すこと

の2条件を示される。当時、国書を先に差し出すことは恭順の意を示すことと同義であり、これは江戸幕府にとり受け入れ難いものであった。1日も早い貿易の再開を望んでいた宗氏は対馬島内における犯罪人を王室陵墓を荒らした犯人に仕立て上げ、また幕府に内密に国書を偽造し、偽日本国王使を派遣して「国書」と「犯人」を朝鮮王朝へ差し出した。これを受けた朝鮮王朝は翌年に通信使を日本に派遣し（第1回朝鮮通信使）日朝間の講和が成る。しかし朝鮮王朝にとりこの使節は回礼使（返礼のための使節）であり、国書も先に受けた日本側「国書」への返書として書かれていた。宗氏は先の国書偽造の発覚を恐れ、この朝鮮国書の改竄も行っている。
日朝間の講和がなったことから、宗氏は貿易再開交渉のため偽日本国王使を朝鮮に派遣し、己酉約条を締結する。しかしその内容は、
- 歳遣船は20隻に削減
- 通交人は日本国王使・宗氏・新たに朝鮮王朝が認めた受図書人・受職人に限る

としたものであり、宗氏は偽日本国王使を除く偽使通交権を全て停止させられ、通交権の大半を失うことになった（表3参照）。唯一残された偽日本国王使の通交は続いたが、第二回・第三回朝鮮通信使が宗氏の派遣した偽日本国王使の回礼使として派遣されたため、さらなる国書改竄を引き起こすことになった。また江戸幕府が「日本国王」号を使用しなかったことから、日本側国書も改竄する必要が生じていた。室町幕府は明朝の冊封体制下に入ったことにより対外的には「日本国王」を名乗っていたのに対し、江戸幕府は「日本国王」号の使用を拒み「日本国源秀忠」「日本国源家光」あるいは「日本国主」などと名乗り続けていた。しかし朝鮮側は、国王号を使用していない国書を持ち帰った第1回朝鮮通信使の正使が処罰を受けるなど、国王号使用に拘り続けた。特に宗氏の派遣した偽日本国王使の携える国書は国王号を使用したものであったため、朝鮮側は一部の（真の）国書が国王号を使用しないことに納得出来るものではなく、宗氏は日本国書の改竄も余儀なくされたのである。

こうした偽使通交・国書改竄は柳川一件によって終わりを迎える。1633年、宗家の重臣であった柳川調興は自身の旗本昇格を目論み、慶長の役後の国書改竄や偽日本国王使通交を幕府に訴えて出た。当初は幕閣に強い繋がりを持つ調興有利と見られていたが、最終的に調興の遠流という処分に決する。しかし幕府は宗氏外交僧の玄方もまた遠流処分とし、代わりの外交僧は京都五山から派遣する五山僧が交替で務めるものとすることで対朝鮮外交を幕府の監視下に置いた（以酊庵輪番制）。以酊庵輪番制により偽使通交体制は要の外交僧を幕府に押さえられることになり、終止符を打たれる。